# Festuca ochroleuca
Festuca ochroleuca là một loài thực vật có hoa trong họ Hòa thảo. Loài này được Timb.-Lagr. mô tả khoa học đầu tiên năm 1869.